# 潭口镇
潭口镇，是贛州市蓉江新區下辖的一个乡镇级行政单位。

## 行政区划
潭口镇下辖以下地区：南街社区、北街社区、江坝村、岭上村、坞埠村、洋山村、代卫村、石禾村、路背村、田头村、龙塘村、坳上村、上元村和三观村。